# Itapiúna
Itapiúna é um município brasileiro do estado do Ceará.

## Toponímia
Itapiúna, palavra de origem tupi, têm recebido muitos e confusos significados. O Dicionário Aurélio - Século XXI (software versão 3.0, 1999) define Itapiúna como "árvore da família das voquisiáceas (Callisthene major), comum nos cerrados e matas secas do Brasil" [Do tupi; s.f.Bras.Bot.].
Todavia, o nome que batiza a cidade deriva de itaúna, seu nome até 1958, alterado após a emancipação do município. Segundo o Aurélio, itaúna é "designação comum a várias rochas negras, como o basalto, o diabásio, o diorito, etc". Para Silveira Bueno (s/f), itaúna significa a pedra negra, o lajeado preto.
Nos anos 80, o advogado Aprígio Silva - morador da cidade - traduziu itapiúna como "pedra pequena preta" (ita = pedra, pi = pequena, úna = petra). A tradução chegou a ser questionada, mas a confiar no Mini-Dicionário Tupi-Guarani (reproduzido no blog Povo de Aruanda) 'pi' apresenta dois significados : miúdo e caminho. Nesse sentido, poderíamos traduzir o nome Itapiúna como "pedra pequena preta" ou "caminho da pedra preta".

## História
- Data da Criação: 20 de Maio de 1957.
- Instalação: 25 de Março de 1959.
- Toponímia: Itatira é uma alusão aos grandes espigões de pedras comuns na região.
- Variação Toponímica: Castro
- Padroeira: Nossa Senhora da Conceição.
- Dia: 08/12.
- Arquitetura Antiga: Igreja-Matriz Nossa Senhora da Conceição, Paredão e Monumento de São Francisco, Casarões dos Bezerra Campelo e Francisco Horácio.
- Igreja: Em suas manifestações de apoio eclesial, tem-se a capela, dedicada ao padroado de Nossa Senhora da Conceição e edificada no início de sua formação urbana.
- O mais proeminente conflito pela reforma agrária foi a disputa pela permanência na terra desencadeada pelos moradores da Fazenda Touro contra a expulsão, decretada pelo seu proprietário, o ex-prefeito Valdemar Antunes. O conflito foi deflagrado perante uma demonstração clara de quebra da reciprocidade paternalista, sustentáculo das relações de trabalho estabelecidas entre Valdemar e as 25 famílias moradoras da fazenda. A Fazenda Touro por muitas décadas foi propriedade do grande latifundiário, Coronel Lindolfo Pereira Lima, filho do português João Manoel Pereira com a Sra. Maria Pereira Lima (Mãedona), natural de Guaramiranga. Após a morte do Coronel Lindolfo, a propriedade passou a ser administrada pela sua filha caçula, Francisca de Lima Pereira (Mimosa Braga) e por seu esposo, o Sr. Paulo Braga, ilustre funcionário do DNOCS. Em 1977, pouco tempo antes de morrer, o Sr. Paulo Braga vendeu toda a propriedade da fazenda para o ex-prefeito Valdemar Antunes. O Sr. Paulo Braga é avô do Historiador Gustavo Braga.

Chamou-se primitivamente Castro. Suas origens datam do Século andante e têm como instrumento evolutivo a então R.V.C. (Rede de Viação Cearense), sob cuja operacionalidade nasceu a povoação.
Foi por muito tempo distrito, até ser desmembrado de Baturité.

### Administração

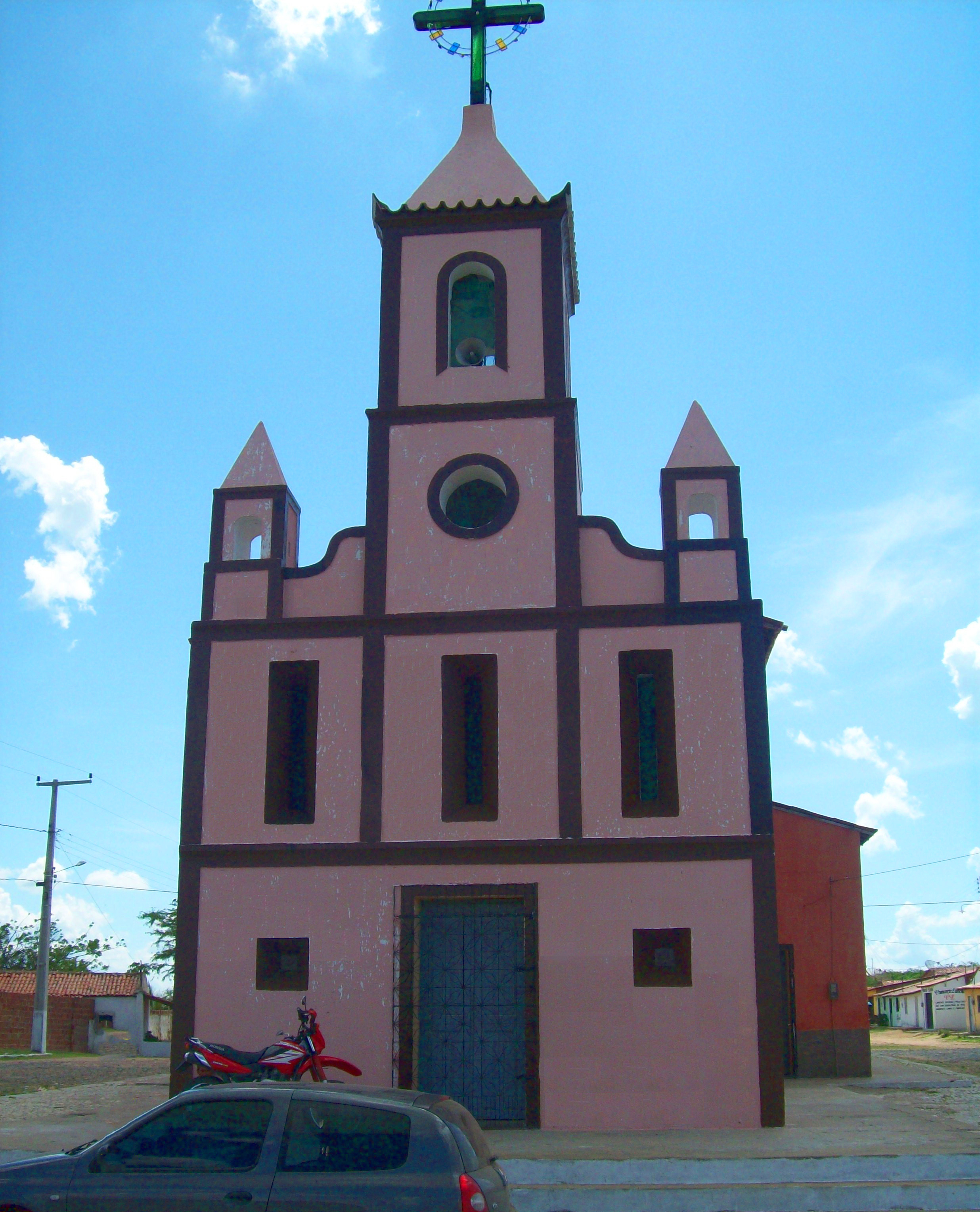
Capela de São Felix, distrito de Palmatória

Sua elevação à categoria de Vila ocorreu segundo Lei nº 1.156, de 4 de dezembro de 1933. A mudança de nome, para a atual denominação, ocorreu em função do Dec-Lei nº 1.114, de 30 de dezembro de 1943. Sua elevação à categoria de Município ocorreu conforme Lei nº 3.599, de 20 de maio de 1957, com instalação a 24 de junho do mesmo ano.

## Geografia
Sua população estimada em 2010 era de 18.626 habitantes. Seu principal ponto turístico é o famoso véu de noiva no açude castro, a 1 km do centro da cidade. Tem clima semiárido e período chuvoso de fevereiro a maio.

## Geologia

### Recursos minerais
É encontrada entre Quixadá e Itapiúna uma série de ocorrências de minério de manganês Destaca-se o minério de manganês do distrito de Juá, onde ocorre em forma de lentes em gnaisses migmatíticos do Complexo Algodões, constituídas por espessartita, rodonita, pirolusita, manganita, criptomelana e todorokita.

## Turismo
Por estar localizado no Maciço de Baturité, este município tem regiões serranas de clima bastante agradável.